# Scream Aim Fire (сингл)
«Scream Aim Fire» (укр. Крик цілься вогонь) — це перший сингл валлійського металкор-гурту Bullet for My Valentine, з їх другого альбому, який має таку ж назву як і сингл «Scream Aim Fire». Продюсером виступив Колін Річардсон.

## Про сингл
У Великій Британії та США сингл став доступний в iTunes 18 грудня 2007 року, а також вона стала доступна на офіційній сторінці команди на MySpace. Всесвітній реліз стався лише 21 січня 2008 року.
Ця композиція присутня у іграх «Guitar Hero World Tour» і «Guitar Hero Modern Hits». Також вона доступна у якості контента, який можна завантажити, у грі «Rock Band 3».
На цей трек було відзняте музичне відео. На вінілових виданнях синглу присутні кавер-версії пісень Metallica та Оззі Осборна. Жива версія цієї пісні, яку команда записала під час виступу на BBC Radio 1, була включена до списку композицій подарункового видання їх четвертого альбому «Temper Temper».

## Список композицій
| CD Сингл | CD Сингл          | CD Сингл   |
| #        | Назва             | Тривалість |
| -------- | ----------------- | ---------- |
| 1.       | «Scream Aim Fire» | 4:26       |

| CD & UK Онлайн видання   | CD & UK Онлайн видання                  | CD & UK Онлайн видання |
| #                        | Назва                                   | Тривалість             |
| ------------------------ | --------------------------------------- | ---------------------- |
| 1.                       | «Scream Aim Fire»                       | 4:26                   |
| 2.                       | «Forever and Always» (акустична версія) | 4:19                   |
| Загальна тривалість 8:45 |                                         |                        |

| Вініл, червона обкладинка | Вініл, червона обкладинка                       | Вініл, червона обкладинка |
| #                         | Назва                                           | Тривалість                |
| ------------------------- | ----------------------------------------------- | ------------------------- |
| 1.                        | «Scream Aim Fire»                               | 4:26                      |
| 2.                        | «Creeping Death» (кавер-версія пісні Metallica) | 6:40                      |
| Загальна тривалість 11:06 |                                                 |                           |

| Вініл, біла обкладинка   | Вініл, біла обкладинка                          | Вініл, біла обкладинка |
| #                        | Назва                                           | Тривалість             |
| ------------------------ | ----------------------------------------------- | ---------------------- |
| 1.                       | «Scream Aim Fire»                               | 4:26                   |
| 2.                       | «Crazy Train» (кавер-версія пісні Оззі Осборна) | 4:51                   |
| Загальна тривалість 9:17 |                                                 |                        |

## Позиції в чартах
| Чарти (2007)                                                    | Пікові позиції |
| --------------------------------------------------------------- | -------------- |
| Швеція (Sverigetopplistan)                                      | 49             |
| Німеччина (GfK Entertainment)                                   | 58             |
| Шотландія (Official Charts Company)                             | 7              |
| Британський чарт синглів (Official Charts Company)              | 34             |
| Британський рок та метал чарт синглів (Official Charts Company) | 1              |
| Американський Mainstream Rock (Billboard)                       | 16             |
| Американський Alternative Airplay (Billboard)                   | 26             |

## Учасники запису
Інформація про учасників запису запозичена з сайту AllMusic:
- Меттью Так — вокал, ритм-гітара
- Майкл Педжет — гітара, беквокал
- Джейсон Джеймс — бас-гітара, вокал
- Майкл Томас — барабани